# Йожеф Айзенгоффер
Йожеф Айзенгоффер (угор. József Eisenhoffer, 8 листопада 1900, Будапешт — 13 листопада 1945, Будапешт) — угорський футболіст, що грав на позиції нападника. По завершенні ігрової кар'єри — тренер.
Виступав, зокрема, за клуби «Кішпешт» та «Марсель», а також національну збірну Угорщини.
Чемпіон Австрії. Володар Кубка Франції. Чемпіон Франції (як тренер). Володар Кубка Франції (як тренер).

## Клубна кар'єра
Народився 8 листопада 1900 року в місті Будапешт. Вихованець футбольної школи клубу БТК (Будапешт).
У дорослому футболі дебютував 1917 року виступами за команду клубу «Кішпешт», в якій провів п'ять сезонів.
Згодом з 1922 по 1933 рік грав у складі команд клубів «Маккабі» (Брно), «Ференцварош», «Хакоах» (Відень), «Бруклін Вондерерс», «Нью-Йорк Хакоах», «Бруклін Хакоах», «Бруклін Вондерерс» та «Хакоах» (Відень). Протягом цих років виборов титул чемпіона Австрії.
Своєю грою за останню команду привернув увагу представників тренерського штабу клубу «Марсель», до складу якого приєднався 1932 року. Відіграв за команду з Марселя наступні чотири сезони своєї ігрової кар'єри.
Завершив професійну ігрову кар'єру у клубі «Марсель», у складі якого вже виступав раніше. Прийшов до команди 1939 року, захищав її кольори до припинення виступів на професійному рівні у 1941.

## Виступи за збірну
1920 року дебютував в офіційних матчах у складі національної збірної Угорщини. Протягом кар'єри у національній команді, яка тривала 5 років, провів у формі головної команди країни 8 матчів, забивши 7 голів.
У складі збірної був учасником футбольного турніру на Олімпійських іграх 1924 року у Парижі.

## Кар'єра тренера
Розпочав тренерську кар'єру, ще продовжуючи грати на полі, 1935 року, очоливши тренерський штаб клубу «Марсель».
1938 року став головним тренером команди «Ланс», тренував команду з Ланса один рік.
Останнім місцем тренерської роботи був клуб «Марсель», головним тренером команди якого Йожеф Айзенгоффер був з 1938 по 1941 рік.
Помер 13 листопада 1945 року на 46-му році життя у місті Будапешт.

## Титули і досягнення

### Як гравця
- Чемпіон Австрії (1):

«Хакоах» (Відень): 1924–1925
- Володар Кубка Франції (1):

«Марсель»: 1934—1935

### Як тренера
- Чемпіон Франції (1):

«Марсель»: 1936—1937
- Володар Кубка Франції (1):

«Марсель»: 1937—1938